# Tessaromma undatum
Tessaromma undatum là một loài bọ cánh cứng trong họ Cerambycidae.